# Stenocoptoeme zamioides
Stenocoptoeme zamioides är en skalbaggsart som beskrevs av Karl Adlbauer 2005. Stenocoptoeme zamioides ingår i släktet Stenocoptoeme och familjen långhorningar.
Artens utbredningsområde är Ghana. Inga underarter finns listade i Catalogue of Life.